# Ӆ
Ӆ, ӆ — кирилична літера, утворена від Л. Використовується в кільдинській саамській мові, де займає 18-ту позицію. Позначає глухий ясенний боковий фрикативний звук /ɬ/. Ӆ є відповідником ll у валлійській мові.